# Дидим Слепец
Диди́м Слепе́ц (др.-греч. Δίδυμος ὁ Τυφλός, Диди́м Александри́йский; ок. 312—398) — греческий христианский писатель, богослов, представитель александрийской богословской школы. Был защитником учения Оригена, которого называл «величайшим учителем Церкви после апостолов».

## Биография и вероучение
Дидим ослеп в пятилетнем возрасте, но смог освоить азбуку при помощи объёмных деревянных букв и получил образование. Сочинения Дидима были утрачены в ходе гонений на оригенистов и дошли до нас лишь в отрывках. В 1941 году в Туре был найден папирус с записью его бесед. Известны его комментарии на следующие книги Библии: Бытие, Эккслесиаст, Псалтырь, книга Иова.
Из догматических сочинений Дидиму принадлежат: Три книги о Святой Троице, Трактат о Святом Духе и трактат против манихеев. Сочинения Дидима включены в 39-й том Patrologia Graeca. Коптская православная церковь почитает Дидима как святого.
Текст Дидима о Святом Духе (лат.  De Spiritu Sancto о.к. 381 г.) сохранился в латинском переводе Иеронима Стридонского. Этот текст, наряду с текстами Василия Великого, повлиял на учение о Святом Духе у Амвросия Медиоланского, который в свою очередь оказал влияние на тринитарное богословие Августина. Традиционно принято считать, что De Spiritu Sancto содержит некоторые пассажи, в дальнейшем использующиеся для поддержки более позднего учения латинских Отцов о исхождении Духа от Отца и Сына
не от какой другой сущность есть Дух Святой, только от той, которая подается Сыном

## Труды
- О Святом Духе.
- О Троице.
- Комментарии к Захарии.
- Против манихеев (спорно).
- Против ариан (утрачено).
- О догмах (утрачено).
- Первый мир (утрачено).
- Комментарии к соборным посланиям (спорно).
- О смерти малых детей (спороно).

Большинство его работ были утрачены, так как они не копировались в средние века из за осуждения автора (см. ниже).

## Осуждение
Осуждён как еретик на Пятом и Шестом Вселенских Соборах.
На Латеранском соборе 649 года все сочинения Дидима были преданы анафеме, также были анафематствованы те, кто не желает анафематствовать и отвергнуть работы в защиту Дидима:

Если кто не отвергает и, в согласии со Святыми Отцами, с нами и с верой, не анафематствует душой и устами всех тех, кого святая, кафолическая и апостольская Божия Церковь (то есть пять Вселенских Соборов и все единодушные им признанные Отцы Церкви) отвергла и анафематствовала вместе с их писаниями, до самой последней строки, как нечестивых еретиков, а именно: […] Оригена, Дидима, Евагрия и всех остальных еретиков вместе взятых […]. Так вот, если кто не отвергает и не анафематствует нечестивое учение их ереси и то, что было нечестиво написано кем бы то ни было в их пользу или в их защиту, равно как и самих упомянутых еретиков […]: таковому человеку да будет анафема.